# 地球冰失
《地球冰失》（英語：Frozen Planet）為英國廣播公司與探索頻道及英國公開大學聯合製作的自然紀錄片，由大衛·愛登堡旁白，2011年10月26日起於英國廣播公司第一台及高清頻道首播，共7集。本片主要展示棲息於北極和南極的動植物及其生境，而第7集則探討全球暖化對極地以至全球的影響，由大衛·愛登堡聯同科學家親身於極地考察及解說。
節目主要由BBC自然歷史組（BBC Natural History Unit）前往極地拍攝，其他製作伙伴包括加拿大探索頻道、德國電視二台、西班牙天线3及希臘Skai TV。而本片的執行製作艾雷斯泰·法瑟吉爾早前曾執導該台不少獲獎紀錄片，包括《藍色星球》及《天與地》，故本片亦視為上述紀錄片的後續作品。
本片每集皆附上10分鐘的《地球冰失製作特輯》（The Making of Frozen Planet），講述攝製隊在拍攝過程遇到的種種困難及有趣見聞。而特輯《極地一年》（The Epic Journey）則節錄了節目的精華部分，快速回顧極地一年四季的面貌。
本片的美國版本榮獲第64屆黃金時段艾美獎中四個獎項，其中包括寫實節目製作特別獎。

## 每集內容

### 第1集：前往地球尽头
2011年10月26日播出，有881万名观众观看（收视率27.4%），內容包括：
北極
- 北極熊求偶、交配與擊退競爭對手
- 遷徙至阿拉斯加水域的短尾鸌與座頭鯨攜手覓食
- 格陵蘭瀑布流水與冰山形成過程
- 北極南方凍原上北遷覓食的北美馴鹿
- 泰加林林木線上的矮樹和加拿大狼追捕犎牛
- 林木線以下的雪花形成過程和烏林鴞

南極
- 巴布亞企鵝產卵育幼及逃避海獅追捕
- 小鬚鯨和座頭鯨在南冰洋覓食
- 殺人鯨聯群捕獵韋德爾氏海豹
- 海底的冰鐘乳石、銀魚、海蜘蛛及鼠婦近親
- 冰原洞穴內的晶體與埃里伯斯火山熔岩蒸氣
- 南極山脈、乾燥谷、比爾德莫爾冰川及冰蓋

### 第2集：春
2011年11月2日播出，有972万名观众观看（收视率31.4%），內容包括：
北極
- 雌性北極熊攜幼前往海冰覓食
- 雄性北極熊試圖捕獵環斑海豹
- 北極內陸的結冰瀑布和河流逐漸融化
- 一角鯨沿水道游往捕魚海灣
- 水底的側腕水母（英语：Pleurobrachia）及海蛞蝓
- 海鳥及海豹捕食北極鱈
- 燈蛾（英语：Pyrrharctia isabella）幼蟲藏身石下度過寒冬，並在春季孵化為成蟲
- 北極狼捕獵鴨及北極兔以餵哺幼狼

南極
- 雄性阿德利企鵝採石築巢與偷石賊
- 南喬治亞島上漂泊信天翁求偶
- 王企鵝群互相緊貼以保溫
- 長冠企鵝進駐海灘求偶
- 雄性象海豹擊退競爭對手以捍衛其妻妾
- 信天翁幼鳥學飛
- 雌性阿德利企鵝往海冰捕魚及逃避殺人鯨追蹤

### 第3集：夏
2011年11月9日播出，有884万名观众观看（收视率29.0%），內容包括：
北極
- 北極熊幼熊學習游泳
- 雄性北極熊在冰塊上打瞌睡
- 灰瓣蹼鷸北遷到北極水域覓食及育幼
- 北極燕鷗用尖喙攻擊入侵鳥巢的北極熊，絨鴨從中獲得庇護
- 雄性雪鴞為配偶及雛鳥捕獵旅鼠，母雪鴞抵抗賊鷗攻擊
- 鐵爪鵐餵哺雛鳥
- 麝牛聯群抵抗北極狼的襲擊

南極
- 象海豹把濕沙鋪在背上降溫及防曬
- 王企鵝雛鳥浸冰水浴及泥漿浴來降溫，而年長企鵝靠南冰洋浪濤消暑
- 雌性南極海狗在海灘上分娩育幼，其雄性與競爭對手搏鬥
- 食蟹海豹於冰原融化後的新海域棲息
- 座頭鯨捕食以海藻維生的磷蝦
- 殺人鯨聯群追捕小鬚鯨
- 阿德利企鵝為養大雛鳥往海中覓索磷蝦，南極賊鷗伺機掠食無人看護的雛鳥

### 第4集：秋
2011年11月16日播出，有729万名观众观看（收视率22.3%），內容包括：
北極
- 雄性北極熊在海岸等待結冰並與同類較量
- 白鯨在河口灣洗擦身體
- 在懸崖聚居的海鳩（英语：Guillemot）及其他海鳥準備南遷
- 海鳥及北極熊群享用長鬚鯨屍體
- 海面及瀑布結冰過程
- 凍原草木轉紅及結冰過程
- 雄性麝牛擊退入侵者以捍衛領土及伴侶
- 雄性北美馴鹿為求偶追逐雌鹿並擊退對手

南極
- 大海燕群搶食海豹屍體
- 阿德利企鵝雛鳥互相緊貼取暖並與同伴搶食，父母趕忙往海中覓食
- 阿德利企鵝雛鳥為過冬而學習游泳，豹海豹伺機獵食雛鳥
- 南極洲海冰擴展過程
- 從海中歸來的皇企鵝在雪地滑行前往冰山後的繁殖地
- 雄性皇企鵝把蛋交由雄性孵育並返回大海

### 第5集：冬
2011年11月23日播出，有829万名观众观看（收视率27.2%），內容包括：
北極
- 雌性北極熊在冰山挖穴窩作分娩地
- 白眶絨鴨在結冰的白令海冰穴棲息
- 一群歐絨鴨瑟縮在狹小的池塘中
- 泰加林植物中霜凍形成過程
- 狼隨足跡追捕犎牛
- 泰加林中狼獾與渡鴉攜手覓食
- 田鼠在雪地下的地道棲身，伶鼬伺機捕獵田鼠
- 雄性北極熊在結冰的海面上過冬

南極
- 雄性皇企鵝群互相緊貼取暖並保護腳下的蛋
- 韋德爾氏海豹依賴海冰面的呼吸孔過冬
- 博氏南冰鰧靠抗凝劑在冰海中活動
- 海底生物受鹵水形成的海冰及深海水壓影響
- 雄性韋德爾氏海豹以叫聲挑釁對手
- 在海中覓食過冬的雌性皇企鵝於早春歸家育幼
- 在海中過冬的阿德利企鵝於早春返回陸地
- 雄性皇企鵝於早春返回大海生活

### 第6集：最后的疆界
2011年11月30日播出，有664万名观众观看（收视率19.2%），內容包括：
北極
- 斯瓦爾巴群島朗伊爾城的採礦業蓬勃
- 西伯利亞俄羅斯北極圈內的諾里爾斯克居民泡冷水浴
- 多爾甘人靠放牧馴鹿維生
- 俄羅斯東北角楚科奇卡的因紐特人捕獵海象及攀爬懸崖撿海鳥蛋
- 獵人與牧民在夏季以物易物
- 由丹麥特種部隊組成的格陵蘭雪橇犬巡邏隊
- 阿拉斯加研究人員發射火箭探究北極光成因

南極
- 斯科特船長的南極遠征及其基地
- 現代探險家以破冰船及直升機考察內陸動物棲息地
- 以機械人潛艇探索深海動物
- 沙克爾頓與隊員攀登埃里伯斯火山的歷史創舉
- 現代探險家研究火山洞穴內的冰晶及熔岩
- 以氣球探測宇宙射線
- 以雷達量度冰原厚度
- 阿蒙森-斯科特南極研究站

### 第7集：履于薄冰
2011年12月7日播出，有807万名观众观看（收视率27.4%），內容包括：
北極
- 挪威考察人員研究冰層融化如何影響北極熊獵食，繼而影響其體重和數目
- 因紐特人利用全球定位裝置記錄冰原裂縫，繼而研究冰層覆蓋率變化
- 英美俄軍方潛艇量度冰層厚度
- 冰層融化影響巴羅鎮漁民生計
- 冰層融化逼使海象湧上巴羅鎮海岸並壓死幼兒
- 冰層融化有利鄰近北極的國家開採石油及天然氣並爭相宣示主權
- 冰層融化有利西北航道的船運以及吸引殺人鯨北遷覓食
- 冰層融化減少太陽熱力反射並促使海水增加吸收，繼而加速暖化
- 格陵蘭冰川學家研究淡水流入冰川鍋穴如何加快冰川流入大海，繼而加速海面上漲

南極
- 比較南極在沙克爾頓遠征時期與現代冰雪融退的程度
- 冰層融化影響以海冰為生的阿德利企鵝
- 冰層融化吸引溫帶的巴布亞企鵝南遷棲息
- 英國南極勘查所（英语：British Antarctic Survey）研究員利用彭托利特炸藥產生的震波記錄冰原下的回聲
- 研究員利用衛星傳送器監察威爾金斯冰架崩裂並形成冰山的狀況

### 特輯：壯麗歷程
2011年12月28日播出

## 海外播放
節目由英國廣播公司商業分支售予海外電視台播放，但因第7集涉及氣候變化的政治敏感議題，英國廣播公司將第7集的播映權從整個節目分拆出來，以求增加節目銷量。
澳洲
2011年10月27日起於九號電視網和英国同步播出。
香港
2011年12月13日起逢星期二晚9時半於無綫電視明珠台首播，中文名為《地球冰失》，粵語旁白為張炳強，共6集。《地球冰失製作特輯》緊接節目後播放。而第7集分拆為獨立節目，中文名為《地球如履薄冰》，於2012年1月24日播放。特輯《地球冰失 - 極地一年》於2013年1月29日播放。
另外，高清翡翠台於2012年6月10日起逢星期日晚7時播放，《地球如履薄冰》於2012年8月19日播放，特輯《地球冰失 - 極地一年》於2013年8月25日播放。
中国大陆
中央电视台纪录频道于2012年2月左右播出，之后于中央电视台综合频道的《魅力纪录》时段播出。普通话旁白为李易。
美國
2012年3月18日起於探索頻道首播，美國版旁白為艾力·寶雲（第1-6集）。而因第7集涉及氣候變化的敏感議題，曾傳出美方電視台不會播放此集。但探索頻道於2011年12月6日宣佈將如常播放第7集，並保留大衛·愛登堡的原聲旁述。

## 外部連結
- 英國廣播公司《地球冰失》節目官方網站 （页面存档备份，存于）
- 英國公開大學 - Frozen Planet: Explore the polar regions （页面存档备份，存于）